# Malakai Black
Tom Budgen (ur. 19 maja 1985 w Amsterdamie) – holenderski wrestler, obecnie występujący w federacji WWE pod pseudonimem ringowym Aleister Black.

## Kariera profesjonalnego wrestlera

### Federacje niezależne (2002–2016)
Budgen występował regularnie w federacjach niezależnych umiejscowionych w Europie, a w szczególności w Wielkiej Brytanii. Przez ponad dekadę był znany z pseudonimu Tommy End. Pracował dla takich federacji jak Insane Championship Wrestling, Progress Wrestling, westside Xtreme wrestling, Over the Top Wrestling oraz Revolution Pro Wrestling. Występował również w amerykańskich promocjach jak Combat Zone Wrestling, Evolve i Pro Wrestling Guerrilla, a także w japońskim Big Japan Pro Wrestling.
End posiadał wiele mistrzostw w pomniejszych federacjach. Z ważniejszych był posiadaczem wXw Unified World Heavyweight Championship, wXw World Lightweight Championship, wXw World Tag Team Championship, ICW Tag Team Championship, czy też Progress Wrestling Tag Team Championship. Jest również znany z doświadczenia w mieszanych sztukach walki. W młodości trenował kick-boxing oraz Pencak Silat. Wykorzystuje ruchy z tych dyscyplin w swoich pojedynkach, dzięki czemu jest znany z kończenia walk kombinacjami kopnięć.

### WWE

#### NXT (od 2016)
W czerwcu 2016 informowano, że Budgen podpisał kontrakt z WWE. 19 października został wysłany na dalsze treningi do WWE Performance Center. Na początku listopada zaczął występować na galach house show rozwojowego brandu NXT. 7 stycznia 2017 zadebiutował z nowym pseudonimem ringowym Aleister Black. 15 stycznia 2017 pojawił się przed finałem turnieju WWE United Kingdom Championship Tournament, gdzie stoczył przegrany poza-turniejowy pojedynek z Neville’em.
Od 8 marca puszczano winietki promujące telewizyjny debiut Blacka na gali NXT TakeOver: Orlando. 1 kwietnia zadebiutował pokonując Andrade "Cien" Almasa. 12 kwietnia zadebiutował na tygodniówce WWE NXT, gdzie pokonał lokalnego zawodnika. 2 czerwca 2021 roku wrestler został zwolniony z WWE.

### AEW
7 lipca 2021 w Miami na Florydzie Aleister Black zadebiutował na AEW Dynamite pod pseudonimem Malakai Black, gdzie zaatakował Arna Andersona i Cody'ego Rhodesa.

## Życie prywatne
W listopadzie 2018 roku wrestler wziął ślub z wrestlerką WWE Zeliną Vegą.

## Styl walki
- Finishery
  - Jako Aleister Black
    - Black Mass (Spin kick) – od 2017

  - Jako Tommy End
    - Anti Cross (Zmodyfikowany octopus hold)
    - Blood Moon Stomp / Crescent Moon Stomp (Diving double foot stomp)[26][27]
    - Dragon Slayer (Zmodyfikowany dragon sleeper, czasem poprzedzony cutterem)[26]

- Inne ruchy
  - Brainbuster
  - Wariacje kopnięć
    - Roundhouse kick[4][28]
    - Spinning heel kick

  - Wariacje ataków kolanem
    - High knee
    - Running single leg high knee
    - Spinning knee

  - Wariacje suplexów
    - Deadlift German suplex
    - Exploder suplex[26]
    - Saito suplex[26]

  - Nephilim (Springboard moonsault, czasem wykonany na przeciwnika znajdującego się poza ringiem)[26]

- Z Michaelem Dante
  - Drużynowe finishery
    - Anti Hero (Dante przytrzymuje przeciwnika w bodyscissor, zaś End wykonuja front flip cutter z drugiej liny)
    - Black Mass (End podnosi przeciwnika do reverse suplex slamu, po czym podrzuca go do Dante, który wykonuje front powerslam)
    - Dead Man's Trigger (End wykonuje diving double knees, podczas gdy Dante przytrzymuje przeciwnika w reverse bodyscissors)
    - Majestic Twelve (Powtarzalne kopnięcia running knee strike w przeciwnika w narożniku (End) oraz Gore wykonany z krawędzi ringu (Dante))

- Przydomki
  - "The End"
  - "The Anti-Hero"
  - "Hellion"[3][29]

- Motywy muzyczne
  - "Zombie Autopilot" ~ Unearth
  - "New World Disorder" ~ Biohazard
  - "Frank Zito" ~ Necro
  - "Heavy Eyes" ~ Brutality Will Prevail[30]
  - "Pleased to Meet You" ~ Trapped Under Ice
  - "Monolith" ~ Wraiths (używany podczas współpracy z Michaelem Dante)
  - "Deathbed" ~ Agoraphobic Nosebleed
  - "Evil Terminators" ~ Valeriy Antonyuk (WWE; 15 stycznia 2017)
  - "Root of All Evil" ~ CFO$ i Incendiary (NXT; od 1 kwietnia 2017)[31]

## Mistrzostwa i osiągnięcia
- Adriatic Special Combat Academy
  - Super 8 Cup II (2013)[32]

- Catch Wrestling Norddeutschland
  - CWN Mittelgewichtsmeisterschaft Championship (1 raz)[33][34]

- Fiend Wrestling Germany
  - FWG Lightweight Championship (1 raz)[34][35]
  - FWG Lightweight Title Tournament (2009)

- Fight Club: PRO
  - FCP Championship (1 raz)[36][37]

- Freestyle Championship Wrestling
  - FCW Deutschland Lightweight Championship (1 raz)[38]

- Insane Championship Wrestling
  - ICW Tag Team Championship (1 raz) – z Michaelem Dante[39][40][41]
  - ICW "Match of the Year" Bammy Award (2015) – Legion (Mikey Whiplash, Tommy End i Michael Dante) vs. New Age Kliq (BT Gunn, Chris Renfrew i Wolfgang) na gali Fear & Loathing VIII

- International Catch Wrestling Alliance
  - ICWA Heavyweight Championship (1 raz)[42][43]
  - ICWA World Junior Heavyweight Champion (1 raz)[44]
  - ICWA European Tag Team Championship/NWA European Tag Team Championship (1 raz) – z Michaelem Dante[45]

- Pro Wrestling Holland
  - PWH Tag Team Championship (1 raz) – z Michaelem Dante[46]

- Pro Wrestling Illustrated
  - PWI umieściło go na 174. miejscu w top 500 wrestlerów rankingu PWI 500 w 2016[47]

- Pro Wrestling Showdown
  - PWS Heavyweight Championship (1 raz)[48]

- Progress Wrestling
  - Progress Wrestling Tag Team Championship (1 raz) – z Michaelem Dante[49]
  - Super Strong Style 16 (2016)[50]

- Southside Wrestling Entertainment
  - SWE Tag Team Championship (1 raz) – z Michaelem Dante[51][52][53]

- westside Xtreme wrestling
  - wXw Unified World Wrestling Championship (1 raz)[4]
  - wXw World Lightweight Championship (2 razy)[4]
  - wXw World Tag Team Championship (2 razy) – z Michaelem Dante[54]
  - 16 Carat Gold Tournament (2013, 2015)[55]
  - Chase The Mahamla (2011)[56]
  - World Lightweight Tournament (2006)[57]